# 라울 타무도
라울 타무도 몬테로(스페인어: Raúl Tamudo Montero, 1977년 10월 19일, 카탈루냐 주 산타 쿨로마 ~)는 스페인의 전직 축구 선수로, 현역 시절 스트라이커로 활약하였다.
에스파뇰의 상징적인 존재로, 그는 소속 구단의 주장을 10년 가까이 맡아 400번의 공식 경기를 치렀고, 2번의 코파 델 레이를 우승했으며, 140골로 구단 역대 최다 득점자로 이름을 올리고 있다.
그는 총 407번의 라 리가 경기를 17시즌에 걸쳐 출전해 146골을 기록했는데, 그는 에스파뇰 외에도 레알 소시에다드와 라요 바예카노 소속으로도 라 리가에 출전했었다.

## 클럽 경력

### 에스파뇰
카탈루냐 주 바르셀로나 도 산타 쿨로마 데 그라메네트 출신인 타무도는 인근 그라메네트에서 축구를 시작하여 에스파뇰의 유소년부로 축구공 6개 가치에 이적한 후 졸업했고, 세군다 디비시온 구단으로 두 차례 임대되었다가 1999-2000 시즌에 정식적으로 1군에 자리잡았다. 그 때부터, 그는 붙박이 주전으로 자리잡아 9년 동안 라 리가에서 최소 10골을 기록했는데, 앵무새 군단은 그 기간 동안 두 차례 코파 델 레이를 우승했다: 아틀레티코 마드리드를 결승에서 이긴 2000년에는 토니 히메네스 골키퍼의 공을 가로채 머리로 넣었고, 그는 2006년 우승 당시에도 에스파뇰의 2분 선제골을 성공시켜 큰 공을 세웠는데, 뒤이어 루이스 가르시아가 넣은 두 번째 득점도 도왔다.
타무도는 2000년에 레인저스 입단에 근접하기도 했지만, 의료 검진을 탈락해 막판 이적이 성사되지 못했다. 이틀 후, 그는 그라처와의 UEFA컵 경기에서 1골을 추가해 4-0 승리(합계 4-1)를 도왔다.
2006-07 시즌 최종전에서, 타무도는 1부 리그 112번째 득점을 기록해 에스파뇰 역대 최다 득점자에 등극했다: 그는 2007년 6월 9일에 같은 연고지의 숙적 바르셀로나를 상대로 적지에서 2골을 넣어 2-2로 비겼는데, 1983년에 마라뇬이 세운 종전 11골 기록을 갈아치웠고, 이 경기 덕에 레알 마드리드가 리그 역전 우승을 할 수 있었다. 같은 해 UEFA컵에서는 7경기에 출전해 2골을 넣어 소속 구단을 결승전까지 올렸지만, 같은 스페인 리그 소속의 세비야에 패하면서 준우승에 머물렀다. 그 경기로부터 4달이 되지 않아 세비야와 재회한 에스파뇰은 타무도의 경기 종료 3분 전에 터진 골에 힘입어 원정 경기에서 3-2로 이겼다.
부상 문제와 기량의 하락으로 타무도는 이어지는 2년 동안 입지를 잃어가기 시작했고, 2008-09 시즌에는 우루과이 출신 새내기 이반 알론소한테 주전 지위를 내주었다. 그러나, 그는 3-0으로 이긴 말라가와의 경기에서 3골을 넣어 득점 신기록을 또 갈아 치웠고, 기립 박수를 받으면서 경기장을 나갔다.
2009-10 시즌은 타무도 입장에서 대참사의 한 해였다: 그는 또다시 부상 문제로 허덕였고, 전 동료였던 마우리시오 포체티노 감독은 그를 외면한 것은 물론이고 주장 완장을 빼앗아 또다른 유소년부 졸업생 다니엘 하르케에게 주었으며, 계약 문제로 구단 수뇌부와 언쟁을 벌이기도 했다. 그의 입지는 아르헨티나인 다니 오스발도의 1월 이적 시장 영입으로 더욱 줄어들었고, 결국 그 해를 6경기 출전 무득점으로 마쳤다.

### 말년
2010년 8월, 거의 33세가 된 타무도는 1부 리그로 3년 만에 복귀한 레알 소시에다드와 1년 계약을 맺었다. 그는 처음 4번의 경기에 출전해 3골을 기록했지만, 바스크 연고 구단은 이 기간 동안 승점 1점에 그쳤는데, 레알 마드리드와의 안방 경기에서 1-2로 패하고, 오사수나에게도 1-3으로 졌다.

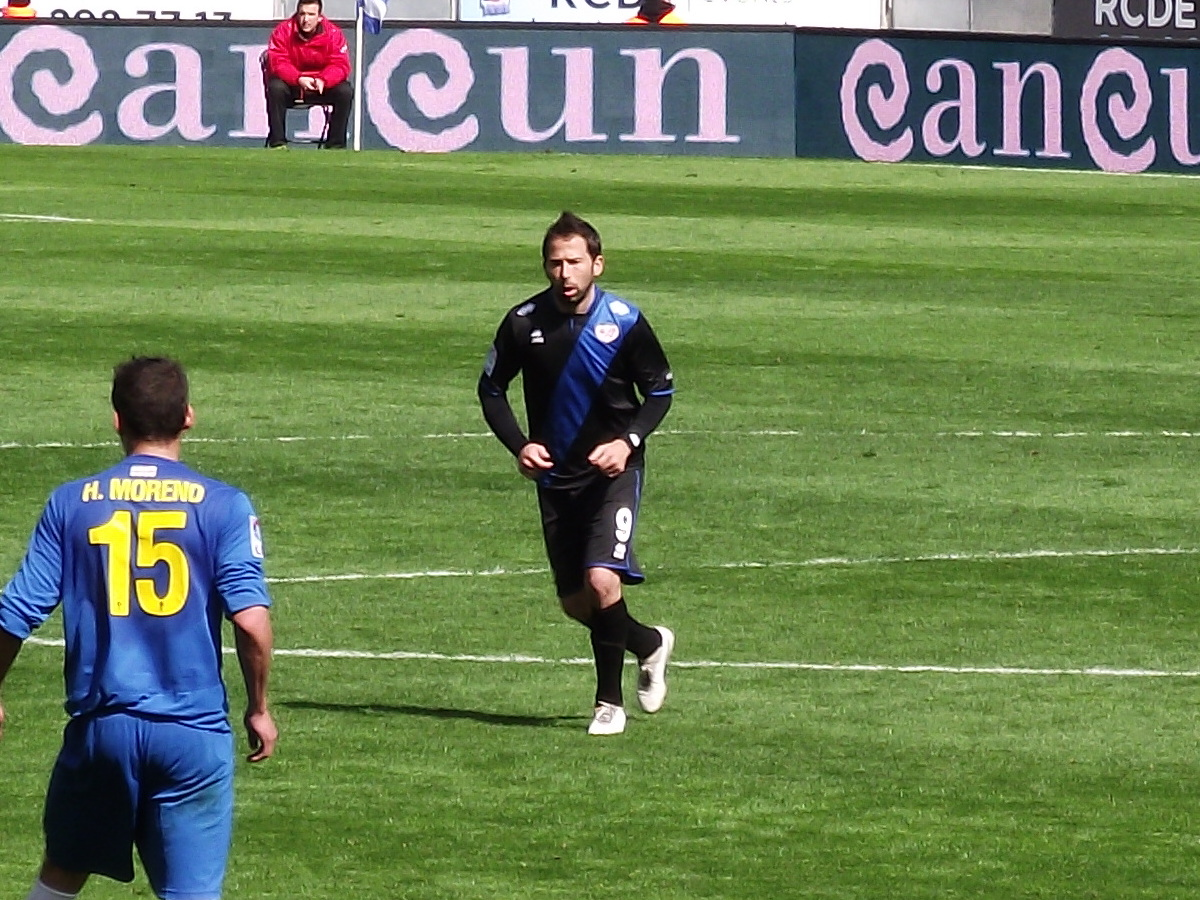
2012년 3월 11일, 코르넬랴-엘 프라트에서 친정을 상대하는 라요의 타무도

2011년 8월 26일, 타무도는 1부 리그 승격 새내기 라요 바예카노와 1년 계약을 체결하고 입단했다. 그는 1년차에 대체로 주전으로 활약했는데, 1-5로 패한 친정 에스파뇰과의 원정 경기에서 득점을 기록했다. 2012년 5월 13일, 그는 그라나다와의 원정 경기에서 교체로 들어가 90분에 1-0 결승골의 주인공이 되었는데, 마드리드 외곽 연고 구단은 비야레알을 제치고 강등을 면할 수 있었다.
2012년 6월 14일, 34세의 타무도는 멕시코의 파추카와 계약하며 처음으로 해외 무대에 진출했다. 12월 11일, 그는 무득점으로 침묵하여 방출되었고, 1월 이적 시장 말일에 스페인 무대로 복귀하였는데, 전 소속 구단 라요로 이적했다.
타무도는 라요 2기의 2번째 경기에 복귀 축포를 쏘았는데, 2013년 3월 17일에 1-3으로 패한 바르셀로나전의 패배를 막기에는 역부족이었다. 이어지는 여름에 타무도는 2부 리그의 사바델에 입단했다.
2014-15 시즌 초, 타무도는 처음 6번의 리그 경기에서 4번 골망을 흔들어 소속 구단의 10위에 일조했다. 그러나, 10월 훈련에서 오른쪽 무릎 반월판이 파열되는 부상을 당하면서 몇 달 동안 부상으로 빠졌고, 기량을 회복했을 무렵에는 전력 외로 분류되었다. 사바델은 세군다 디비시온 B에 복귀해 2015년 9월 5일에 37세의 나이로 현역 은퇴를 선언했다.

## 국가대표팀 경력
2000년 8월 16일, 1-4로 패한 독일전을 기점으로 성인 국가대표팀 일원이었던 타무도는 2007년 10월 13일에 2년 만에 국가대표팀에 복귀해 덴마크와의 유로 2008 {{UEFA 유로 2008 예선|예선전]] 경기에서 중요한 골을 넣어 3-1 승리를 견인했다. 이 경기에서 그의 에스파뇰 동료였던 알베르트 리에라도 골맛을 보았다.
그에 앞서, 타무도는 스페인 선수단 일원으로 2000년 하계 올림픽에 참가해 은메달을 목에 걸었었는데, 미국과의 준결승전에서 골망을 흔들었었다.

## 경력 통계

### 클럽
| 구단            | 시즌      | 리그            | 리그 | 리그 | 컵   | 컵 | 대륙 | 대륙 | 기타 | 기타 | 합계 | 합계 |
| 구단            | 시즌      | 리그명          | 출장 | 골   | 출장 | 골 | 출장 | 골   | 출장 | 골   | 출장 | 골   |
| --------------- | --------- | --------------- | ---- | ---- | ---- | -- | ---- | ---- | ---- | ---- | ---- | ---- |
| 에스파뇰        | 1996–97   | 라 리가         | 10   | 2    | —    | —  | —    | —    | —    | —    | 10   | 2    |
| 에스파뇰        | 1997–98   | 라 리가         | 4    | 0    | 1    | 0  | —    | —    | —    | —    | 5    | 0    |
| 에스파뇰        | 1998–99   | 라 리가         | 19   | 8    | 3    | 0  | 6    | 2    | —    | —    | 28   | 10   |
| 에스파뇰        | 1999–00   | 라 리가         | 34   | 10   | 6    | 1  | —    | —    | —    | —    | 40   | 11   |
| 에스파뇰        | 2000–01   | 라 리가         | 30   | 11   | 5    | 1  | 3    | 1    | 2    | 0    | 40   | 13   |
| 에스파뇰        | 2001–02   | 라 리가         | 35   | 17   | 1    | 0  | —    | —    | —    | —    | 36   | 17   |
| 에스파뇰        | 2002–03   | 라 리가         | 29   | 10   | 1    | 0  | —    | —    | —    | —    | 30   | 10   |
| 에스파뇰        | 2003–04   | 라 리가         | 32   | 19   | 0    | 0  | —    | —    | —    | —    | 32   | 19   |
| 에스파뇰        | 2004–05   | 라 리가         | 30   | 11   | 1    | 0  | —    | —    | —    | —    | 32   | 11   |
| 에스파뇰        | 2005–06   | 라 리가         | 29   | 10   | 3    | 1  | 4    | 2    | —    | —    | 36   | 13   |
| 에스파뇰        | 2006–07   | 라 리가         | 31   | 15   | 0    | 0  | 7    | 2    | 1    | 0    | 39   | 17   |
| 에스파뇰        | 2007–08   | 라 리가         | 25   | 10   | 4    | 1  | —    | —    | —    | —    | 29   | 11   |
| 에스파뇰        | 2008–09   | 라 리가         | 26   | 6    | 0    | 0  | —    | —    | —    | —    | 26   | 6    |
| 에스파뇰        | 2009–10   | 라 리가         | 6    | 0    | 1    | 0  | —    | —    | —    | —    | 7    | 0    |
| 에스파뇰        | 합계      | 합계            | 340  | 129  | 26   | 4  | 20   | 7    | 3    | 0    | 389  | 140  |
| 알라베스        | 1997–98   | 세군다 디비시온 | 6    | 0    | 4    | 0  | —    | —    | —    | —    | 10   | 0    |
| 례이다          | 1998–99   | 세군다 디비시온 | 14   | 5    | 4    | 1  | —    | —    | —    | —    | 18   | 6    |
| 레알 소시에다드 | 2010–11   | 라 리가         | 31   | 7    | 0    | 0  | —    | —    | —    | —    | 31   | 7    |
| 라요 바예카노   | 2011–12   | 라 리가         | 32   | 9    | 1    | 1  | —    | —    | —    | —    | 33   | 10   |
| 파추카          | 2012–13   | 리가 MX         | 9    | 0    | 2    | 0  | —    | —    | —    | —    | 11   | 0    |
| 라요 바예카노   | 2012–13   | 라 리가         | 4    | 1    | 0    | 0  | —    | —    | —    | —    | 4    | 1    |
| 사바델          | 2013–14   | 세군다 디비시온 | 26   | 4    | 0    | 0  | —    | —    | —    | —    | 26   | 4    |
| 사바델          | 2014–15   | 세군다 디비시온 | 6    | 4    | 0    | 0  | —    | —    | —    | —    | 6    | 4    |
| 경력 합계       | 경력 합계 | 경력 합계       | 468  | 159  | 37   | 6  | 20   | 7    | 3    | 0    | 528  | 172  |

1. ↑  인터토토컵 출장 기록 포함
2. 1 2 3  UEFA컵 출장 기록 포함
3. 1 2  수페르코파 데 에스파냐 출장 기록 포함

### 국가대표팀 득점 기록
아래의 점수에서 왼쪽의 점수가 스페인의 점수이며, 득점열은 타무도 득점 당시의 점수이다.
| # | 날짜             | 경기장                            | 상대       | 점수 | 결과 | 대회             |
| - | ---------------- | --------------------------------- | ---------- | ---- | ---- | ---------------- |
| 1 | 2002년 8월 21일  | 헝가리 부다페스트 푸슈카시 페렌츠 | 헝가리     | 1–0  | 1–1  | 친선경기         |
| 2 | 2004년 8월 18일  | 스페인 라스 팔마스 그란 카나리아  | 베네수엘라 | 2–1  | 3–2  | 친선경기         |
| 3 | 2004년 8월 18일  | 스페인 라스 팔마스 그란 카나리아  | 베네수엘라 | 3–1  | 3–2  | 친선경기         |
| 4 | 2005년 9월 3일   | 스페인 산탄데르 엘 사르디네로     | 캐나다     | 1–0  | 2–1  | 친선경기         |
| 5 | 2007년 10월 13일 | 덴마크 오르후스 NRGi 파르크       | 덴마크     | 1–0  | 3–1  | 유로 2008 예선전 |

## 수상
에스파뇰
- 코파 델 레이: 1999–2000, 2005–06
- UEFA컵: 2006–07

스페인 U-23
- 하계 올림픽 은메달: 2000

## 같이 보기
- 라리가의 선수 목록 (400경기 이상 출장 선수)